# Prinsesse Marie til Hest
Prinsesse Marie til hest je dánský němý film z roku 1903. Režisérem je Peter Elfelt (1866–1931). Film trvá zhruba jednu minutu.

## Děj
Film zachycuje dánskou princeznu Marii (1865-1909), pravnučku francouzského krále Ludvíka Filipa (1773-1850), na koni v zámeckém parku Fredensborg. Princezna byla v té době známá jako vynikající jezdkyně.